# Языки Нигера

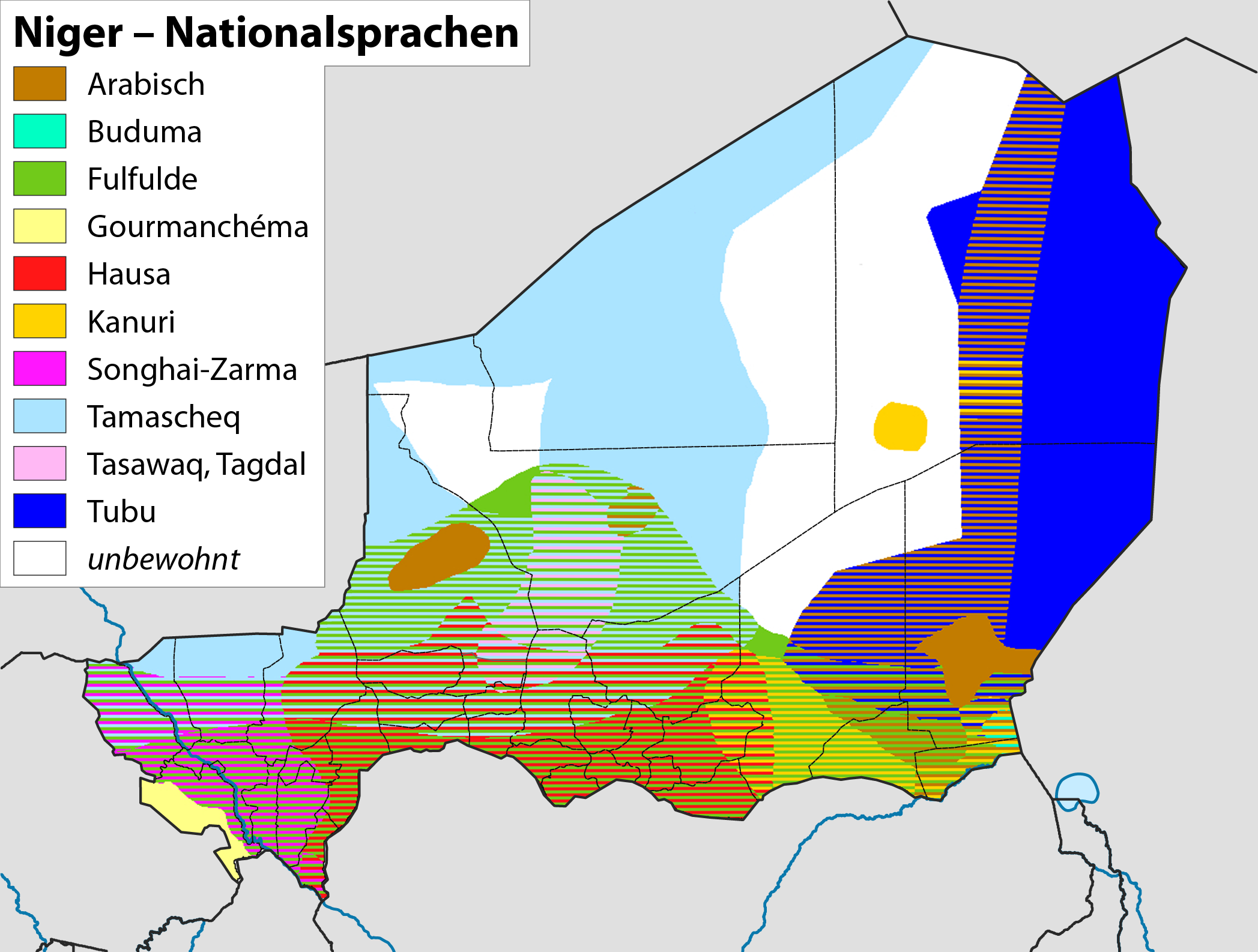
Языки Нигера

По разным подсчётам, в Нигере существует от 8 до 20 языков коренных народов. Несоответствие происходит от того, что несколько языков тесно связаны с другими, и могут быть сгруппированы или рассматриваться отдельно.
Французский язык, унаследованный из колониального периода, является официальным языком. На нём в основном говорят в качестве второго языка люди с образованием. Хотя образованные нигерцы составляют по-прежнему меньшую часть населения, на французском языке говорят в правительстве (суды, правительство и др.), в обществе СМИ и в бизнесе.
Обычная классификация языков Нигера упоминает восемь национальных языков: арабский разговорный, гурманчема, канури, сонгайские языки, тамашек, тубу (тебу), фула, хауса. Для записи языков Нигера разработаны алфавиты на латинской графической основе.

## Языки
В Нигере существуют следующие языки: алжирский арабский, билма-канури, гурманчема, дазага, западный фульфульде, зарма, ливийский арабский, манга-канури, тавалламмат-тамашек, тагдал, тасавак, тахаггарт-тамашек, таярт-тамашек, тедага, тумари-канури, французский, хасания, хауса, центрально-восточный фульфульде, центральный канури, шува-арабский.